# Langues kaure-narau
Les langues kaure-narau sont une famille de langues papoues parlées en Indonésie dans la province de Papouasie.

## Classification
Voorhoeve (1975) inclut les langues kaure-narau dans une même famille avec le kapori et le sause. Hammarström exclut cette parenté la base d'une étude de 2006.

## Liste des langues
Les deux langues kaure-narau sont :
- kaure
- narau